# Exómvourgo
Le dème d'Exómvourgo, en grec moderne : Δήμος Εξωμβούργου, est un ancien dème de l'île de Tínos, en Égée-Méridionale, Grèce. 
Selon le recensement de 2011, la population du dème s'élève à 2 403 habitants.